# 가이델
가이델(영어: Gaidel)은 더 킹 오브 파이터즈의 등장인물이다.

## 캐릭터 이야기
가이델은 오로치 팔걸집으로서 오로치 팔걸집 중 가장 빨리 윤회에 성공했다. 때문에 오로치 팔걸집의 인간으로서의 나이는 가이델이 가장 많다. 그러나 오로치 팔걸집으로서의 각성은 가장 늦었다.
가이델은 젊은 시절부터 하이데른과 친구가 되었다. 그런데 오로치 팔걸집 중에 인간으로서의 나이는 제일 많으면서도 불구하고 각성이 유난히 늦자 레오폴드 게닛츠에게 각성에 대한 독촉을 받게 되었다. 그러나 그때 가이델은 이미 보통 평범한 여자와 결혼해 '레오나'라는 딸아이를 낳고 살고 있었으므로 오로치 일족으로서의 각성을 거절했다.
게닛츠가 수단과 방법을 모두 동원해도 가이델이 끝내 오로치 팔걸집으로서의 일생을 거절하자 게닛츠는 결국 가이델의 윤회를 마무리짓기로 결심했다. 그래서 레오나가 지니고 있는 오로치의 피를 각성시켰으며 가이델은 오로치의 피에 눈떠서 각성, 폭주한 자신의 딸 레오나에게 자신의 아내와 함께 살해당했다. 향년 34세(이 때 당시 레오나의 나이가 8살이였으므로 게닛츠는 31살일 때였다.). 가이델이 숨진 이후 레오나는 하이데른에 의해 양육되어 군인으로서 성장하게 된다.
그러나 가이델이란 이름은 게임상에서 보기조차 힘들다  얼굴을 아는사람도 없다고보면된다
게임상으로는 가이델이 나오질 않기 때문이다
스토리상으로는 끼워 맞추기 인물인지 아니면 곳 나올캐릭터 인지 알수가 없기 때문이다.

## 캐릭터 시놉시스
가이델은 KOF의 모든 시리즈에 걸쳐 단 한 번도 등장한 적이 없다. 그의 외모 역시 알려진 바가 없으나 그의 딸 레오나를 이뤄 짐작하자면 레오나와 필살성능이 비슷했으리라 짐작할 수 있다. 하지만 누리꾼들이 무겐을 이용하여 게닛츠의 캐릭터를 상당부분 개조해서 가이델로 사용하고 있다.

## 오로치 팔걸집
- 레오폴드 게닛츠
- 나나카세 야시로
- 쉘미
- 크리스
- 야마자키 류지
- 가이델
- 매츄어
- 바이스